# Comuna Cuza Vodă, Constanța
Cuza Vodă este o comună în județul Constanța, Dobrogea, România, formată numai din satul de reședință cu același nume.

## Demografie
Componența etnică a comunei Cuza Vodă
     Români (64,41%)
     Romi (25,46%)
     Alte etnii (0,53%)
     Necunoscută (9,6%)
Componența confesională a comunei Cuza Vodă
     Ortodocși (76,17%)
     Penticostali (12,95%)
     Alte religii (1,12%)
     Necunoscută (9,77%)
Conform recensământului efectuat în 2021, populația comunei Cuza Vodă se ridică la 4.116 locuitori, în creștere față de recensământul anterior din 2011, când fuseseră înregistrați 3.586 de locuitori. Majoritatea locuitorilor sunt români (64,41%), cu o minoritate de romi (25,46%), iar pentru 9,6% nu se cunoaște apartenența etnică. Din punct de vedere confesional, majoritatea locuitorilor sunt ortodocși (76,17%), cu o minoritate de penticostali (12,95%), iar pentru 9,77% nu se cunoaște apartenența confesională.

## Politică și administrație
Comuna Cuza Vodă este administrată de un primar și un consiliu local compus din 13 consilieri. Primarul, Viorel Dulgheru[*], de la Partidul Național Liberal, este în funcție din 2016. Începând cu alegerile locale din 2024, consiliul local are următoarea componență pe partide politice:
|  | Partid                          | Consilieri | Componența Consiliului | Componența Consiliului | Componența Consiliului | Componența Consiliului | Componența Consiliului | Componența Consiliului | Componența Consiliului | Componența Consiliului | Componența Consiliului | Componența Consiliului |
|  | ------------------------------- | ---------- | ---------------------- | ---------------------- | ---------------------- | ---------------------- | ---------------------- | ---------------------- | ---------------------- | ---------------------- | ---------------------- | ---------------------- |
|  | Partidul Național Liberal       | 10         |                        |                        |                        |                        |                        |                        |                        |                        |                        |                        |
|  | Partidul Social Democrat        | 2          |                        |                        |                        |                        |                        |                        |                        |                        |                        |                        |
|  | Alianța pentru Unirea Românilor | 1          |                        |                        |                        |                        |                        |                        |                        |                        |                        |                        |